# Ossago Lodigiano
Ossago Lodigiano – miejscowość i gmina we Włoszech, w regionie Lombardia, w prowincji Lodi.
Według danych na rok 2004 gminę zamieszkiwały 1224 osoby, 111,3 os./km².